# Tangara à tête bleue
Pour les articles homonymes, voir Tête bleue.
Sporahraupis cyanocephala
Genre
Espèce
Répartition géographique
Statut de conservation UICN

 LC  : Préoccupation mineure
Le Tangara à tête bleue (Sporathraupis cyanocephala) est une espèce de passereaux appartenant à la famille des Thraupidae.

## Habitat
Son cadre naturel de vie est les forêts humides des montagnes subtropicales ou tropicales et des forêts anciennes fortement dégradées.

## Répartition et sous-espèces
Selon la classification de référence du Congrès ornithologique international (15.1, 2025) il se répartit en huit sous-espèces (ordre phylogénique) du sud vers le nord :
- S. c. cyanocephala (d'Orbigny & Lafresnaye, 1837) ;
- S. c. annectens (Zimmer, 1944) ;
- S. c. auricrissa (Sclater, 1856) ;
- S. c. margaritae Chapman, 1912 — sierra Nevada de Santa Marta ;
- S. c. hypophaea Todd, 1917 ;
- S. c. olivicyanea (Lafresnaye, 1843) ;
- S. c. subcinerea (Sclater, 1861) ;
- S. c. buesingi Carl Eduard Hellmayr & Seilern, 1913 — péninsule de Paria et Trinité.